# جورج وليام أمير هانوفر (1880-1912)
جورج وليام أمير هانوفر (إسمه الكامل:جورج فيلهلم كريستيان ألبرت إدوارد ألكسندر فريدريش فالديمار إرنست أدولف برينز فون) أمير بريطانيا العظمى وأيرلندا، ودوق برونزويك نيبورغ (28 أكتوبر 1880 - 20 مايو 1912) وكان الابن البكر لإرنست أوغسطس، ولي عهد هانوفر (1845-1923) وتيرا أميرة الدنمارك (1853-1933).

## عن حياته
ولد الأمير جورج في 28 أكتوبر 1880 في غموندين، النمسا العليا، النمسا في المجر وكان الابن البكر إرنست أوغسطس، ولي عهد هانوفر (1845-1923) تيرا أميرة الدنمارك (1853-1933).

## وفاته
توفي في 20 مايو 1912 في ، براندنبورغ، ألمانيا عن عمر يناهز 31 سنة.